# Perényi Zsigmond (politikus)

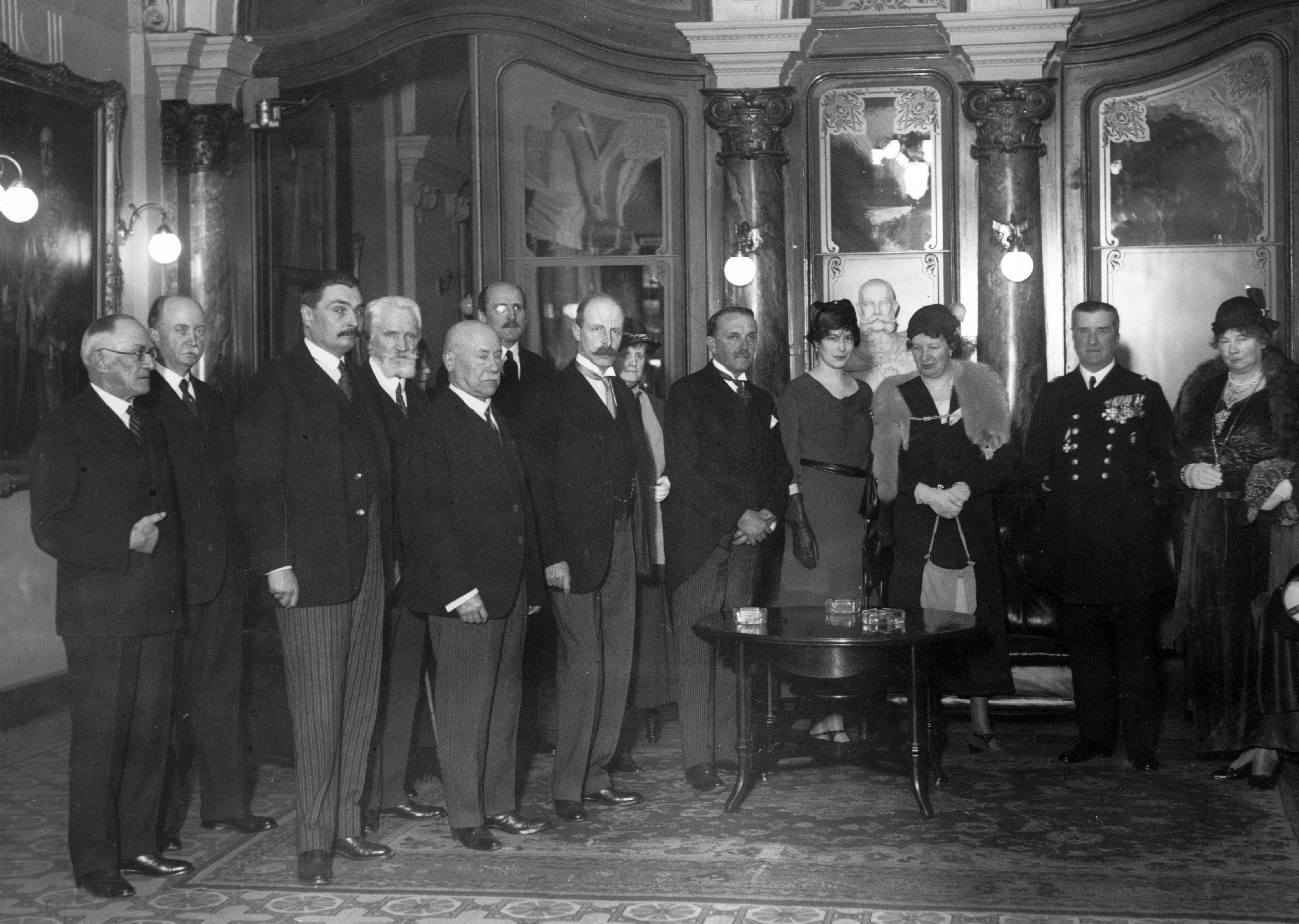
Váci utca 38. Országos Tiszti Kaszinó. A felvétel 1934. március 19-én készült Percy Thomas Etherton ezredes előadása alkalmával, melyet a Mount Everest átrepüléséről tartott. Balról 1. Boér Elek egyetemi tanár, 2. Paikert Alajos múzeumigazgató, 3. báró Villani Lajos diplomata, 4. Dr. Cholnoky Jenő földrajztudós, 5. Lukács György jogász, miniszter, 6. József főherceg, 7. P. T. Etherton ezredes, 9. báró Perényi Zsigmond politikus, koronaőr. Jobbról 1. Auguszta főhercegasszony, 2. Horthy Miklós kormányzó, 4. Magdolna főhercegnő.

Perényi Zsigmond báró (Pest, 1870. november 25. – Budapest, 1946. március 18.) magyar politikus, Friedrich István kormányának belügyminisztere, Máramaros vármegye főispánja. Azonos nevű apja és nagyapja is politikus volt, ahogy a Perényi családban ez szinte hagyománynak számított.

## Élete

### Politikusként
Politikai pályafutását megyei tisztviselőként kezdte. 1903-tól 1913-ig Máramaros vármegye főispánja, ezt követően a második Tisza-kormány belügyi államtitkára (1913. július 3.–1917. június 10.). A Tanácsköztársaság idején, mint az ellenforradalmi mozgalmak egyik vezetőjét letartóztatták és bíróság elé állították, azonban 1919 augusztusában kiszabadult. A Friedrich-kormányban belügyminiszter 1919. augusztus 15–27. között. 1921-től az Országos Közművelődési Tanács elnöke.
A frankhamisítási botrány egyik főszereplője. 1927-től 1933-ig a komáromi, majd a szepsi kerület országgyűlési képviselője, mandátumáról 1933-ban mondott le, amikor koronaőrré választották (1933. július 12.–1946. március 18.). 1939. április 28-ától 1940. szeptember 12-éig Kárpátalja kormányzói biztosa volt. Mint koronaőr hivatalból a felsőház tagja, később második alelnöke 1939. június 15. és 1943. október 23. között, majd felsőházi elnök 1943. október 23. és 1944. november 3. között. Felsőházi elnökségéről tüntetőleg mondott le, a nyilas hatalomátvételt követően.